# イーボー・シティ・ミュージアム州立公園
イーボー・シティ・ミュージアム州立公園（英語: Ybor City Museum State Park）は、アメリカ合衆国のフロリダ州イーボー・シティのタンパ地区にあるフロリダ州立公園である。このミュージアムはかつてイーボー・シティ歴史地区の9番通りに1818年に建設された建築物であるフェリータ・ベーカリー（Ferlita bakery）（元の名：ラ・ヨーベン・フランチェスカ（La Joven Francesca））として使用されていた。このベーカリーはキューバパンの生産として知られ、ここにあるパン窯はシガー工場や1880年代から1930年代にかけてのラテン系民族の歴史を紐解くミュージアムの展示品である。また建物内には観賞植物の庭園がある（営業時間終了後に貸借可能）。
庭園視察と「カシータス（casitas：シガー工場従業員用の小さな家）」は森林警備隊により管理されている。展示品、時代写真、およびイーボー・シティ創始を放送しているビデオなどが鑑賞できる。

## 歴史

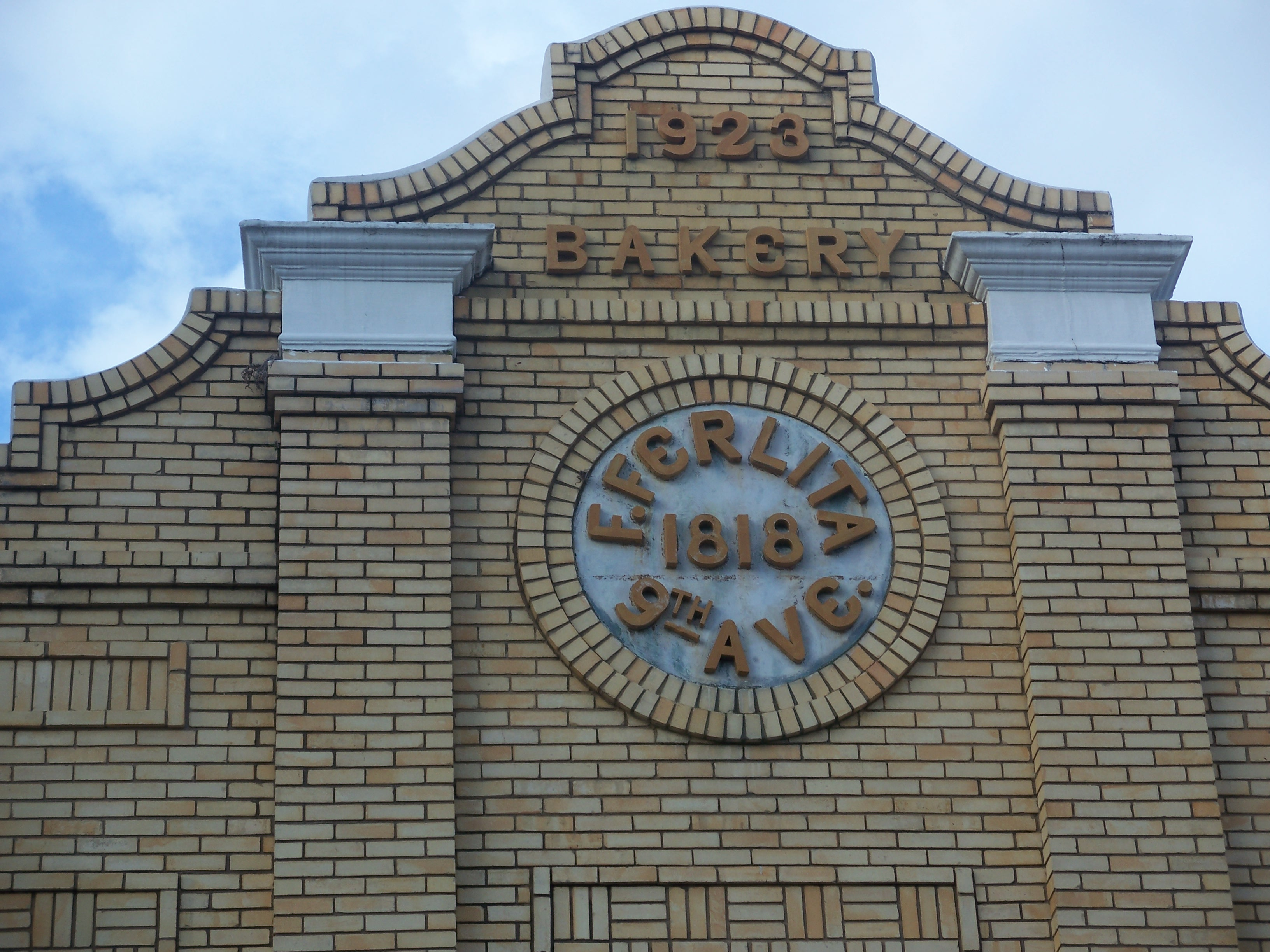
ミュージアムの建物の細部

このミュージアムはキューバパンを生産する、アメリカ合衆国における初期のベーカリーの可能性があるラ・ヨーベン・フランチェスカ ベーカリーが（La Joven Francesca bakery）があった場所にある。キューバ系アメリカ人/ヒスパニック系アメリカ人/イタリア系アメリカ人の遺伝的系統であるシチリア系アメリカ人のフランチェスコ・フェリータによって1896年に創業され、パンは主にイーボー・シティ市場において3セントから5セントで販売された。

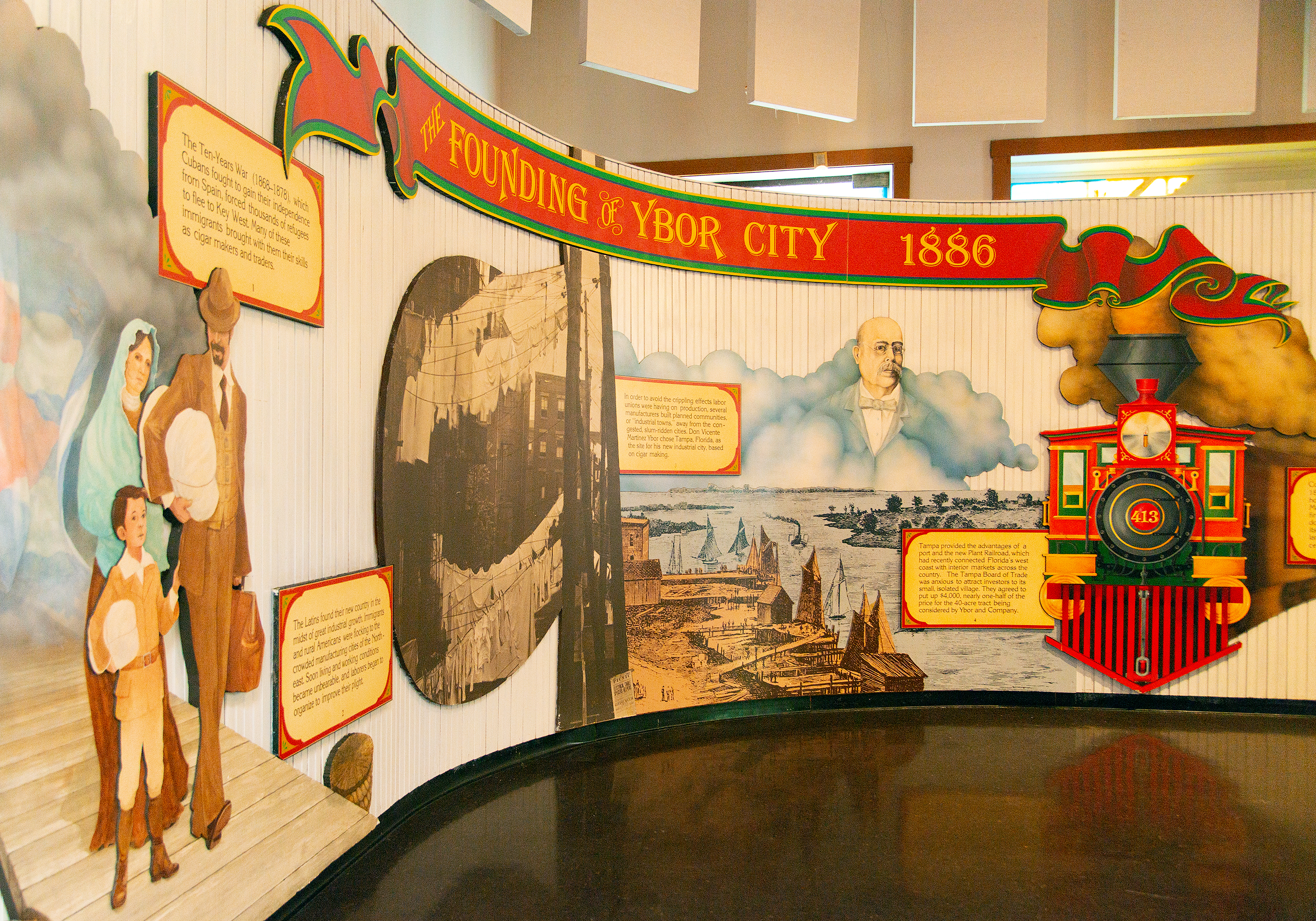
ミュージアム内の歴史的展示品

1922年、このベーカリーはパン窯を残して火事の影響により倒壊した。しかしながら、フランチェスコは以前より規模の大きいベーカリーに改築し、タンパ/イーボー・シティ地域のためにパンの主要な卸売業者に転換しつつ、2台目のパン窯を加えた。1973年にミュージアムに改造されるまで、このベーカリー自身はコーヒーと軽食を提供する集合場所となった。
イーボー・シティではパンは牛乳のように毎朝配達された。住居には配達人が新鮮なパンを突き刺せるようにと、ドアの隣にあるフレームに頑丈な釘を打ち込んだ。ラ・ヨーベンは1973年に閉鎖した。閉店後間もなくして、イーボー・シティ・ミュージアム内にある複合ミュージアムの主要場所に移築された。キューバパンを焼いていたパン窯は今でも内覧が可能である。
ラ・セグンダ・ベーカリー（遥か昔に焼け落ちた「1番目」という意味のラ・プリメーラの「次（2番目）」）は、現在タンパ地区のためのキューバパンの主要な生産者である。このベーカリーはファン・モレー（Juan Moré)により設立され、1915年にラ・プリメーラ・ベーカリーを開店させた。